# Đồ thị của hàm số
Đồ thị của hàm số f trong toán học là tập hợp tất cả các cặp có thứ tự (x, f(x)). Nếu đầu vào x là một cặp có thứ tự các số thực (x1, x2) thì đồ thị của hàm số f là tập hợp tất cả các bộ ba có thứ tự (x1, x2, f(x1, x2)), và đối với một hàm liên tục thì đó là một mặt.
Nói nôm na, nếu x là một số thực và f là một hàm số thực thì đồ thị là sự biểu diễn trực quan sinh động của tập hợp này trong hệ tọa độ Descartes.
Có thể tổng quát hóa đồ thị hàm số về độ thị của một tương đối. Ghi chú rằng mặc dù hàm số luôn luôn gắn liền với đồ thị của nó nhưng hàm số và đồ thị không đồng nhất với nhau, bởi vì có trường hợp hai hàm số có tập đích (codomain) khác nhau nhưng đồ thị vẫn như nhau.
Do hệ tọa độ Descartes dùng để biểu diễn các chiều không gian (biểu kiến), tối đa có 3 chiều kích thước, nên hệ tọa độ Descartes cũng chỉ biểu diễn được đồ thị hàm số một biến và đồ thị hàm số 2 biến mà thôi.
Trong khoa học, công nghệ, tài chính và nhiều lĩnh vực khác, đồ thị hàm số được dùng rất thường xuyên, thường dùng hệ tọa độ Descartes.

## Ví dụ

### Đồ thị hàm một biến

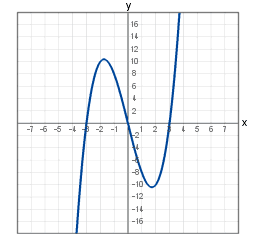
Đồ thị của hàm số f(x) = x^{3} − 9x

Đồ thị của hàm số một biến là đồ thị của hàm số y = f(x) là tập hợp các điểm trên mặt phẳng R2 có tọa độ [x, f(x)].
Đồ thị của hàm số
{\displaystyle f(x)=\left\{{\begin{matrix}a,&{\mbox{nếu }}x=1\\d,&{\mbox{nếu }}x=2\\c,&{\mbox{nếu }}x=3.\end{matrix}}\right.}
là
{(1,a), (2,d), (3,c)}.
Đồ thị của hàm đa thức bậc ba trên trục số
{\displaystyle f(x)=x^{3}-9x}
là
{(x, x3 − 9x): x là một số thực}
Nếu vẽ tập hợp này trên mặt phẳng thì kết quả là một đường cong (xem hình).

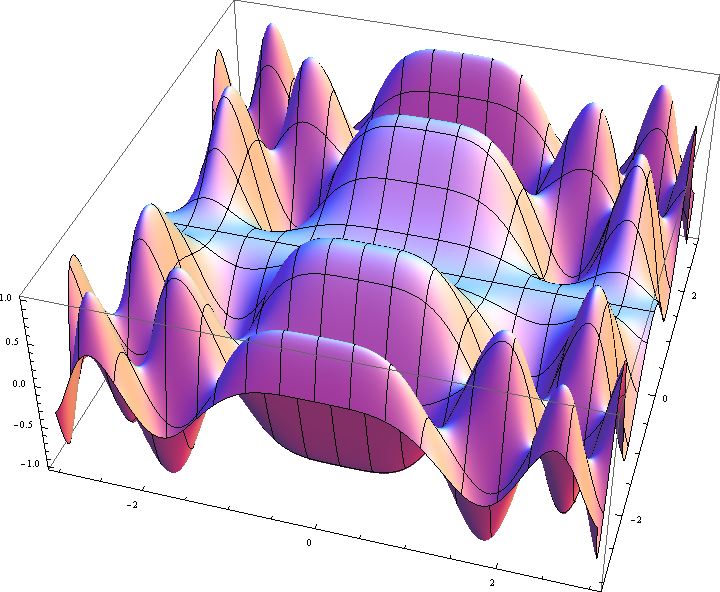
Đồ thị của hàm số f(x, y) = sin(x^{2}) · cos(y^{2}).

### Hàm hai biến
Đồ thị của hàm số lượng giác trên đường thẳng thực
f(x, y) = sin(x2) · cos(y2)
là
{(x, y, sin(x2) · cos(y2)): x và y là hai số thực}.
Nếu vẽ tập hợp này trên hệ tọa độ Decartes thì kết quả cho ra là một mặt (xem hình).

### Pháp tuyến của đồ thị
Giả sử hàm số f có n biến số: {\displaystyle x=x_{1},\dotsc ,x_{n}}, pháp tuyến của đồ thị là
{\displaystyle (\nabla f,-1)}

## Kiểm nghiệm
Để kiểm nghiệm một đường có phải là đồ thị của hàm số theo biến x hay không, dùng kiểm nghiệm đường dọc; tương tự để kiểm nghiệm liệu nó có phải là đồ thị của hàm số theo biến y hay không, dùng kiểm nghiệm đường ngang. Nếu hàm số có hàm nghịch đảo thì có thể xác định đồ thị của hàm nghịch đảo bằng cách vẽ đối xứng đồ thị của hàm gốc qua trục đối xứng là đường y = x.

## Tổng quát hóa
Đồ thị của hàm số được chứa trong một tích Descartes của các tập hợp. Mặt phẳng X-Y là tích Descartes của hai đường thẳng X và Y, trong khi hình trụ là tích Descartes của một đường thẳng và một đường tròn (có chiều cao, bán kính và góc xác định chính xác vị trí các điểm).